# Корабель долі
«Корабель долі» (англ. The Ship of Destiny) — роман американської письменниці Маргарет Ліндгольм, написаний під псевдонімом Робін Гобб, третій у її серії «Торговці Живих кораблів» (англ. The Liveship Traders). Написаний у формі розповіді від третьої особи. Роман був опублікований 2000 року у видавництві HarperVoyager.
Дія відбувається у всесвіті Елдерлінгів та є прямим продовженням романів «Чарівний корабель» (англ. Ship of Magic) та «Божевільний Корабель» (англ. The Mad Ship). Окремі персонажі трилогії виступають другорядними персонажами в серіях «Хроніки Дощових Нетрів» (англ.The Rain Wilds Chronicles) та «Трилогія про Фітца і Блазня» (англ. The Fitz and the Fool Trilogy). Події серій «Трилогія про Провісників» (англ. The Farseer Trilogy) та «Трилогія про Світлу людину» (англ. The Tawny Man Trilogy) відбуваються в тому самому світі.

## Сюжет
Бінгтаун лежить у руїнах, на вулицях відбуваються постійні сутички між різними прошарками населення та найманими калсидійцями. Роніка Вестріт, в минулому представник одної з старовинних сімей торговців, опиняється у злиднях і вважається зрадницею. Поки бої і міжусобиці роз'їдають серце Бінгтауна, Роніка відчайдушно намагається зібрати Старих та Нових Торговців, людей з Трьох кораблів та колишніх рабів, щоб врятувати своє місто та себе від жадібних людей, котрі мають намір знищити і розграбувати місто.
У Трехозі після страшного землетрусу дракон Тинталья рятує Рейна Хупруса і Сельдена Хейвена після чого відлітає і незабаром розуміє: інших драконів не лишилось, лише морські змії, тепер вже занадто старі і занадто дикі, не в змозі завершити міграцію і утворити кокони. Дракон підписує угоду з Торговцями Бінгтауну: допомогти зміям переплисти Дощову Річку в обмін на знищення флоту Калсиди.
Поки молодша дочка Роніки Алтея пливе на божевільному живому кораблі Досконалий в надії врятувати сімейний корабель Вівація від майбутнього піратського короля Кенніта, інші Вестріти опиняються в однаково жахливому становищі. Сестра Алтеї Кефрія, все ще сумуючи з приводу зникнення її моряка-чоловіка та їх старшого сина, тепер оплакує очевидну смерть своєї дочки Мальти, яку востаннє бачили в надрах величезного підземного міста, перед тим як масивний землетрус зруйнував частину Дощових Нетрів. Рейн, сподівається, що драконниця допоможе відшукати зниклу Мальту. Проте пихата Тинталья має лише одну мету: врятувати свій вид від вимирання.
Мальта жива, але поранена — рана на голові лишила огидний шрам, який постійно кровоточить. Її краса втрачена, проте Мальта виявляючи в собі пекуче бажання вижити та повернутись назад до Бінгтауну. Після захоплення Сатрапа та Мальти калсидійською галерою, вона усвідомлює, що лише сатрап здатен врятувати її від неминучої смерті і починає служити йому. Коли кораблі піратського флоту Кенніта відбирають їх у калсидійців, Мальта вирішує зберегти не лише власне життя, але й спробувати врятувати свою розорену сім'ю.
Екіпаж Досконалого продовжує пошуки Вівації. Після зустрічі з морськими зміями, Досконалий відновлює свої спогади і розуміє, що у нього є спогади двох різних драконових коконів, змішані зі спогадами про жахливе дитинство Кенніта, який колись плавав на Досконалому як Ладлак, поки їх не захопив пірат Ігрот: все це привело його до порогу божевілля. Як тільки вони досягають Вівації: божевілля знову заволодіває проклятим кораблем. Він згадує, що колись забрав біль замучего та зґвалтованого Кенніта і намагався потопити себе, щоб знищити всі спогади про ті жахливі події. Досконалий дозволяє підпалити себе і намагається перекинутися. Оскільки Алтею викрадають на Вівацію, лише втручання Янтар рятує екіпаж від смерті. Після порятунку Досконалого, він вирішує викрасти матір Кенніта і використовувати її для обміну, щоб отримати Вівацію.
Вівація, зіткнувшись з отрутою «тієї, яка пам'ятає» повертає свої спогади і в ній прокидається дух дракона, нещадний і лютий. Він укладає пакт з капітаном Кеннітом: корабель отримує в своє розпорядження численні клубки морських змій Моолкіна. Вівацію атакує флот, який прибув, щоб врятувати Сатрапа, з ними прилітає Тинталья яка забирає морських змій для міграції. Досконалий приєднується до битви, і Кенніт Ладлак врешті-решт гине смертельно пораненим на палубі свого сімейного корабля.
Сатрап благополучно повертається в Джамелію. Королівство Піратських островів остаточно визнає дитину, зачату Еттою спадкоємцем Кенніта і майбутнім королем. Мальта і Рейн, перетворюються в Старійшин завдяки впливу Тинтальї. Янтар, яка насправді є Блазнем з Шістьох герцогств, вирішує повернутися на північні землі, щоб змінити інші долі: її завдання на півдні закінчено. Досконалий на чолі з Брашеном Трелем та його супутницею Алтеєю Вестріт прямують на північ, супроводжуючи Тинталью та змій.

## Головні персонажі

### Сім'я Вестріт
- Ефрон Вестріт (англ. Ephron Vestrit) — капітан Живого корабля Вівація. Помирає на початку книги на борту власного корабля.

- Роніка Вестріт (англ. Ronica Vestrit) — дружина Ефрона. Належить до сім'ї торговців. Керує господарством поки чоловік знаходиться в морі. Мати двох доньок Алтеї Та Кефрії.
- Алтея Вестріт (англ. Althea Vestrit) — молодша донька Ефрона та Роніки. З дитинства захоплювалась мореплаванням та корабельним ділом. Плавала на Вівації разом з татом і сподівалась стати наступним капітаном. Навіть після вигнання Кайлом з борту корабля, не облишила надії повернути Вівацію.
- Кефрія Вестріт (англ. Keffria Vestrit) — старша донька Ефрона та Роніки. Мати трьох дітей — Вінтроу, Мальти і Сельдена. Має спокійний характер, намагається не суперечити чоловікові Кайлу, якого вважає ідеалом. С сестрою Алтеєю має напружені стосунки.
- Кайл Хевен (англ. Kyle Heaven) — чоловік Кефрії. За походженням калсидієць, чим пояснюється відмінність його поглядів від інших членів сім'ї (наприклад, работоргівля для нього — звичайний промисел, в той час як мешканці Бінгтауну не терплять цього). Не має звання торговця. Властний, місцями деспотичний чоловік та батько. Намагається зробити зі старшого сина моряка, при цьому не цурається жодних методів, в той час, потурає всім забаганкам Мальти. Зневажає Алтею, оскільки вважає її поведінку недопустимою для жінки. Не розуміє різниці між Живим кораблем та звичайним, через що жорстоко обходиться з Вівацією (перетворює її в рабське судно, попри те, що Вівація гостро відчуває емоції всіх на своєму борту).
- Вінтроу (англ. Wintrow) — старший син Кефрії та Кайла, в дитинстві був відданий матір'ю в жерці Са. Після смерті Ефрона забраний батьком на корабель Вівацію, оскільки на Живому кораблі обов'язково має бути кровний член сім'ї.
- Мальта (англ. Malta) — донька Кефрії та Кайла. Всіма способами бореться за право вважатись дорослою жінкою, провокуючи цим постійні конфлікти з мамою та бабусею.
- Сельден (англ. Selden) — молодший син Кефрії та Кайла.
- Вівація (англ. Vivacia) — живий корабель сім'ї Вестрітів.

### Сім'я Трелл
- Келф Трелл — голова сім'ї.
- Брешен Трелл (англ. Brashen) — старший син. Через розгульний спосіб життя був вигнаний з дому в юності та позбавлений звання торговця . Служив на різних кораблях допоки Ефрон Вестріт взяв його на Вівацію. Досяг положення старпома, але покинув корабель після конфлікта з новим капітаном Кайлом.
- Сервін Трелл — молодший син, спадкоємець.
- Дейла Трелл — молодша донька, найкраща подруга Мальти Вестріт.

### Сім'я Теніра
- Офелія (англ. Othelia) — живий корабель сім'ї Теніра. Має веселий та легкий характер, однак насправді сентиментальна та вразлива.
- Томі Теніра — власник і капітан живого корабля Офелія.
- Грейг Теніра — син Томі Теніри.

### Морські змії
Морські змії — розумні істоти, що живуть в Південних морях. Живуть невеликими скупченнями — клубками. Спілкуються обмінюючись думками та образами. Змії володіють не лише індивідуальною, а й спадковою пам'яттю.
- Моолкін — золотий змій, лідер клубка. Він пророк і пам'ятає багато того, що вже давно забуте рештою. Намагається привести свій клубок до «Тої, хто пам'ятає», щоб нагадати іншим про істинне призначення.

- Шрівер — змія з клубка Моолкіна.

- Сессурія — найбільший змій в клубку Молкіна.

### Пірати
- Кенніт (англ. Kennit) — амбіційний капітан «Маріетти». Для свого екіпажу та для більшості жителів Піратських Островів є прикладом ідеального чоловіка. Насправді, егоїст для якого всі оточуючі лише засіб досягнення мети. Володіє глибокими знаннями економіки та стратегічним мисленням. Прагне об'єднати незалежні піратські землі в одне королівство і стати першим в історії королем Піратських Островів.
- Соркор — старпом «Маріетти», «права рука» капітана Кеніита.
- Етта — повія з дому задоволень Бреттель. Закохана в Кенніта. Після невдалого замаху на своє життя, в якому була використана як приманка для Кенніта, лишає бордель та стає членом екіпажу «Маріетти». Завдяки жорсткому характеру, швидко завойовує довіру екіпажу.

### Торговці Дощових Нетрів
Торговці Дощових Нетрів далекі родичі торговців Бінгтауну. Невідома магія Нетрів змінює їх зовнішність, тому поза межами дому з'являються виключно з закритими обличчями. Переважно є заможними людьми, завдяки знайденим в руїнах древнього міста Старійшин під Дощовими Нетрями унікальним магічним сувенірам. Єдині виробники Живих Кораблів, плата за які зазвичай тягнеться з покоління в покоління. Якщо покупець не в змозі вчасно оплатити борг, мають право забрати до себе одного з членів сім'ї, найчастіше молодих дівчат.
- Рейн Хурпус — юнак, що залицяється до Мальти Вестріт.

### Інші персонажі
- Янтар (англ. Amber) — загадкова різниця по дереву, що прибула до Бінгтауна, за чутками, з Шести Герцогств. Виділяється незвичайною зовнішністю (жовтуватий колір шкіри та очей). Має здібності до передбачення.
- Давад Рестар — торговець Бінгтауну, лояльний до Калсиди та рабства. Друг сім'ї Вестрітів.
- Касго — сатрап Джамелії.
- Серілла — Серцева Подруга сатрапа, спеціаліст по Бінгтауну Серцева Подруга — особливо наближений до правителя радник, але Касго використовує їх для задоволення фізичних потреб і не намагається прислухатись до порад, що не влаштовує Серіллу.
- Досконалий (англ. Paragon) — живий корабель сім'ї Ладлак. Вважається причетним до загибелі чоловіків з сім'ї Ладлак, оскільки всі його плавання закінчувались поверненням без екіпажу. З останнього плавання повернувся з повністю порізаним обличчям носової фігури та осліпленим. Після цього був покинутий на березі і вважається проклятим.

## Реакція
Відгуки про «Корабель долі» різні, але в більшості були позитивними. Багато рецензентів високо оцінили письменницьку майстерність Гобб, заявивши, що в романі "Корабель долі ", «…вона вплела свої сюжетні лінії в надзвичайно яскравий і складний гобелен». Однак деякі рецензенти вважали, що книга надмірно довга. Тим не менше, рецензенти вважали, що книга стала чудовим закінченням трилогії «Торговці Живих кораблів».